# Miklós Fodor
Miklós Fodor (3. september 1908 – 30. april 1997) var en ungarsk udendørshåndboldspiller som deltog under Sommer-OL 1936.
Han var en del af det ungarske udendørshåndboldhold, som kom på en fjerdeplads i den olympiske turnering. Han spillede fire kampe.